# High school football
High school football – rodzaj futbolu amerykańskiego rozgrywanego przez drużyny amerykańskich szkół średnich. Należy do najbardziej popularnych sportów szkolnych w USA. Rozgrywki organizowane są przez National Federation of State High School Associations (NFHS). Pod koniec XIX i na początku XX wieku, wiele zespołów szkół średnich grało przeciwko uniwersytetom. Rytuały związane z rozgrywkami drużyn szkół średnich – występy szkolnych orkiestr marszowych, pokazy cheerleaderek, tradycja homecoming przyjęły się też w college football. Najbardziej prestiżową nagrodą indywidualną, jest Hall Trophy, przyznawana od 2000 roku najwybitniejszemu zawodnikowi.

## Kalendarz rozgrywek w sezonie NFHS
Sezon zasadniczy zazwyczaj składa się z dziesięciu gier w większości stanów. Pierwszy mecz jest zwykle na początku września lub pod koniec sierpnia, a ostatni jest zazwyczaj pod koniec października. Większość szkół rozgrywa swoje mecze w piątkowe wieczory. Mecze większych szkół często przyciągają po kilkanaście tysięcy widzów. Do 1970 roku mistrzowie stanowi wyłaniali byli w rankingach. System ten zastąpiono systemem play-off. Mecze finałowe odbywają się zazwyczaj w neutralnym miejscu, zwykle na stadionie drużyny uniwersyteckiej lub NFL, aby pomieścić większość liczbę widzów. Drużyna, która zajmie czołowe miejsce w rankingu USA Today, ogłaszana jest High School Football National Champion. Tradycyjnie na koniec sezonu rozgrywane są mecze w Dzień Dziękczynienia.

## Rekrutacja do Uniwersytetów
Podczas gdy zdecydowana większość zawodników nie otrzyma stypendium, ci najlepsi otrzymują oferty z więcej niż jednego uniwersytetu i często swój ostateczny wybór ogłaszają na konferencji prasowej. Swoje umiejętności mogą zaprezentować podczas meczu gwiazd, takim jak All-American Bowl. W pierwszą środę lutego odbywa się National Signing Day. Większość najlepszych rekrutów ma już wtedy podpisany list intencyjny.